# Igreja Ortodoxa Antioquina São Jorge
A Igreja Ortodoxa Antioquina de São Jorge é uma igreja ortodoxa antioquina situada em São José do Rio Preto, Estado de São Paulo. É o principal templo religioso dos imigrantes árabes na cidade e foi consagrado em 5 de julho de 1947.

## História
Numa reunião realizada em 8 de fevereiro de 1934, na sede da Sociedade Jovens Sírios, um grupo de imigrantes árabes decide arregaçar as mangas para a construção do templo para abrigar a Igreja Ortodoxa. A comunidade já havia comprado o terreno, em 1930, para a construção da igreja.
O 4 de agosto de 1935, São José do Rio Preto recebe seu primeiro vigário ortodoxo, Georgeos Assaz. As autoridades da cidade, da Sociedade das Damas Ortodoxas, o conselho administrativo, Assaz e a população assistiu o lançamento da pedra fundamental o 15 de novembro de 1936.
O recém eleito arcebispo metropolitano ortodoxo do Brasil, Ignatios Ferzli, visita a cidade em 5 de junho de 1959 e faz muitos elogios à igreja construída. Em nova visita, no dia 24 de setembro de 1960, Ferzli eleva a Paróquia Ortodoxa de São Jorge a sub-diocese, e a igreja à categoria de catedral.  A inauguração do prédio arqui-episcopal aconteceu em 5 de março de 1961, mais uma vez com a presença do arcebispo metropolitano.